# Charaphloeus bituberculatus
Charaphloeus bituberculatus är en skalbaggsart som först beskrevs av Edmund Reitter 1876.  Charaphloeus bituberculatus ingår i släktet Charaphloeus och familjen ritsplattbaggar. Inga underarter finns listade i Catalogue of Life.